# Pétrel de Bulwer
Bulweria bulwerii
Espèce
Statut de conservation UICN

 LC  : Préoccupation mineure
Le Pétrel de Bulwer (Bulweria bulwerii) appartient à la famille des Procellariidae typiquement marine. C'est une espèce protégée en Europe.

## Description
Long de 26 à 28 cm, cet oiseau de mer a une envergure de 61 à 73 cm. Il est donc à peu près de la taille d'un petit puffin, mais plus gros qu'un océanite. Même si de loin, il parait entièrement brun sombre, il présente en fait sur le dessus des ailes une bande plus claire. Ses ailes sont longues, pointues et souvent coudées. Sa queue est longue et cunéiforme mais apparaît souvent pointue à distance.
Cet oiseau ne présente pas de dimorphisme sexuel.

## Comportement

### Locomotion
Par vent modéré, cet oiseau vole en zigzag, assez près des vagues. Il alterne de brèves périodes planées suivies de quelques battements d'ailes. Par vent fort, il plane davantage et bat moins souvent des ailes.

### Alimentation
Il se nourrit principalement de poissons et de calmars et plus occasionnellement de crustacés et de Gerridae.

### Reproduction

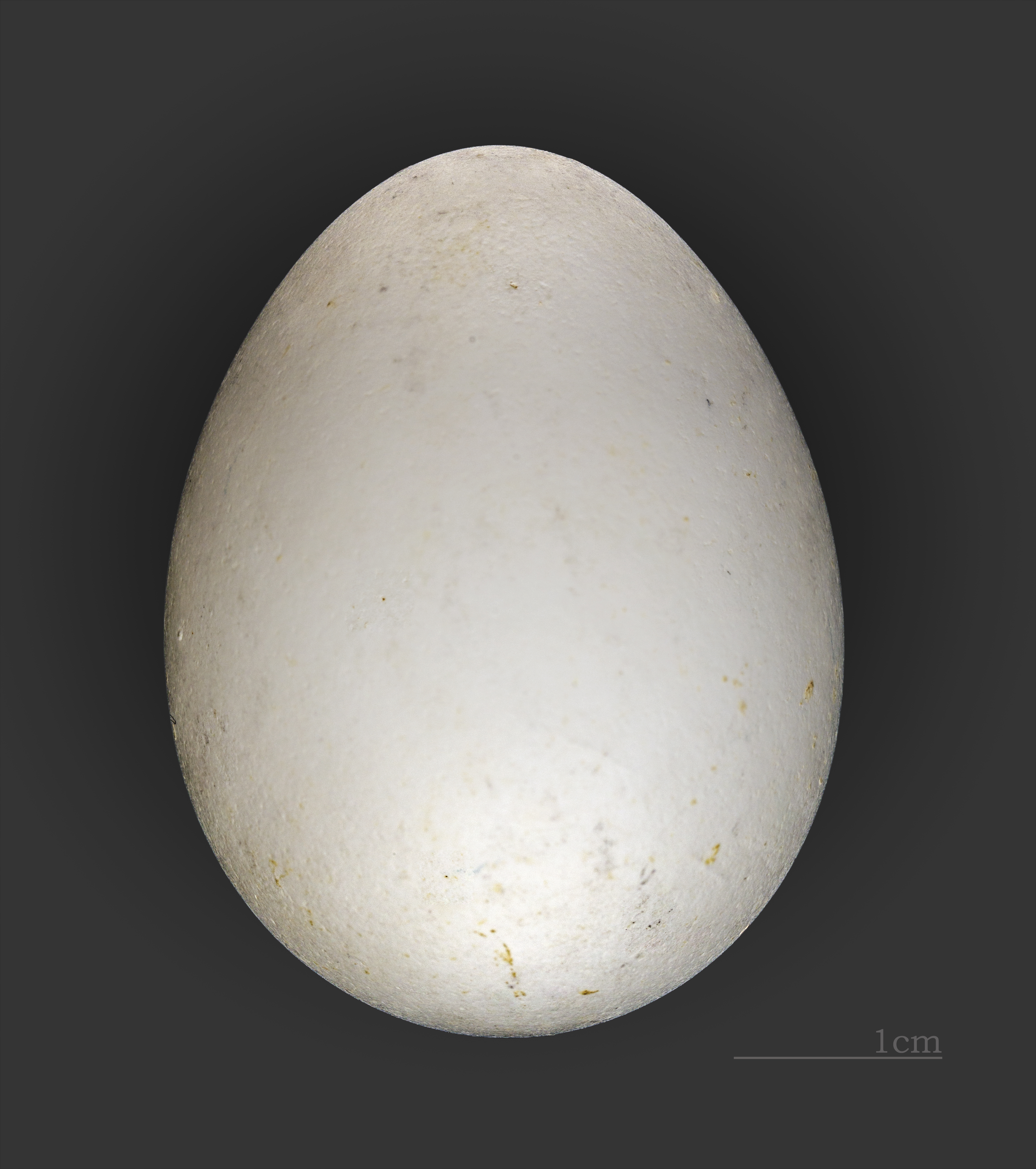
L'œuf du Pétrel de Bulwer
(coll.MHNT)

Cet oiseau peut vivre 22 ans en liberté.

## Répartition et habitat
Cet oiseau pélagique niche, au niveau de l'océan Atlantique, sur les îles Canaries, aux Açores, aux îles Desertas, sur les îles Selvagens et sur les îles du Cap-Vert. Il niche aussi au niveau de l'océan Pacifique et de l'océan Indien (Île Maurice). Après la saison de reproduction, il se disperse en haute mer notamment de la Mauritanie au golfe de Guinée. Bien que rare en Europe, plusieurs observations d'individus erratiques ont été rapportées en Grande-Bretagne, en Irlande, en France et en Espagne.

## Le pétrel de Bulwer et l'espèce humaine

### Statut et préservation
Cette espèce a, par le passé, subi une forte pression humaine mais cette menace a été allégée par la création de réserves naturelles sur plusieurs de ses sites de nidification. Elle subit encore une forte prédation des goélands (entre autres du Goéland leucophée, dont les populations sont en accroissement), des chats et des rats.

### Étymologie
Le nom de cet oiseau commémore le révérend James Bulwer (1794-1879) qui a récolté les premiers spécimens à Madère.

## Compléments